# Tchiatoura
Tchiatoura (en géorgien : ჭიათურა, phonétiquement tchiatoura) est une ville de la région de Géorgie occidentale d'Iméréthie. Située dans une vallée montagneuse sur les rives de la rivière Kvirila, la ville est depuis 1879 un centre majeur de production de manganèse. Il y a toujours un chemin de fer pour transporter le manganèse au centre de Zestaponi. En 1989, la population s'élevait à environ 28 900 habitants, mais aujourd'hui elle en compte moins de 13 000.
La ville est le centre de la municipalité de Tchiatoura, équivalente à un district géographique (raïoni en langue géorgienne).

## Culture
On y remarque le Théâtre national Tsereteli, dix écoles, une faculté à l'Université technique de Géorgie et la cathédrale Mgvimevi (Xe et XIe siècles).

## Histoire
Depuis 1879, c'est un centre de production de manganèse, l'un des principaux du Caucase. Elle est reliée à cause de cela par le chemin de fer à Zestaponi pour la production de ferroalliage. La production de manganèse a atteint 65 % de la production mondiale en 1905. Pendant la révolution russe de 1905, Tchiatoura était le seul bastion bolchevique dans une Géorgie plutôt menchevik. Les 3 700 mineurs qui travaillaient 18 heures par jour étaient une proie facile pour Joseph Staline qui reçut d'eux le surnom de « sergent major Koba ». Il établit une presse, joua du racket en vendant sa protection, grâce à des « escouades rouges ». Il délégua à Vano Kiasashvili la responsabilité des mineurs armés. De fait, les propriétaires des mines qui acceptaient sa protection le protégeaient à leur tour, tandis que ceux qui refusèrent de traiter avec lui virent leurs mines saccagées.
En 1906, un train chargé des salaires des mineurs fut pris d'assaut par la Druzhina (Club des expropriateurs bolcheviks) de Kote Tsintsadze. Ils massacrent les gendarmes et les soldats et récupèrent 21 000 roubles.
Les mineurs mènent une grève de 55 jours en juin-juillet 1913. Ils réclamaient des journées de 8 heures, des salaires plus élevés, et l'abolition du travail de nuit. La police permit la manifestation dès l'instant qu'il n'y aurait pas de requêtes politiques. Ils étaient soutenus par les grèvistes à Batoumi et Poti.
La ville est également célèbre pour son réseau de téléphériques urbains construit durant la période soviétique et dont une partie des infrastructures et cabines est resté en service jusqu'en 2017. Depuis, le groupe Poma a modernisé le système de transport en y installant quatre nouvelles lignes urbaines.

## Jumelages
| Ville | Ville     | Pays | Pays     | Période                |
| ----- | --------- | ---- | -------- | ---------------------- |
|       | Birštonas |      | Lituanie |                        |
|       | Keila     |      | Estonie  | depuis le 6 avril 2009 |
|       | Murgul    |      | Turquie  |                        |
|       | Nikopol   |      | Ukraine  |                        |
|       | Sigulda   |      | Lettonie |                        |

## Municipalité
La municipalité de Tchiatoura (code iso CHI) s'étend autour de la ville sur une superficie de 542 km2, pour une population de 56 341 habitants.

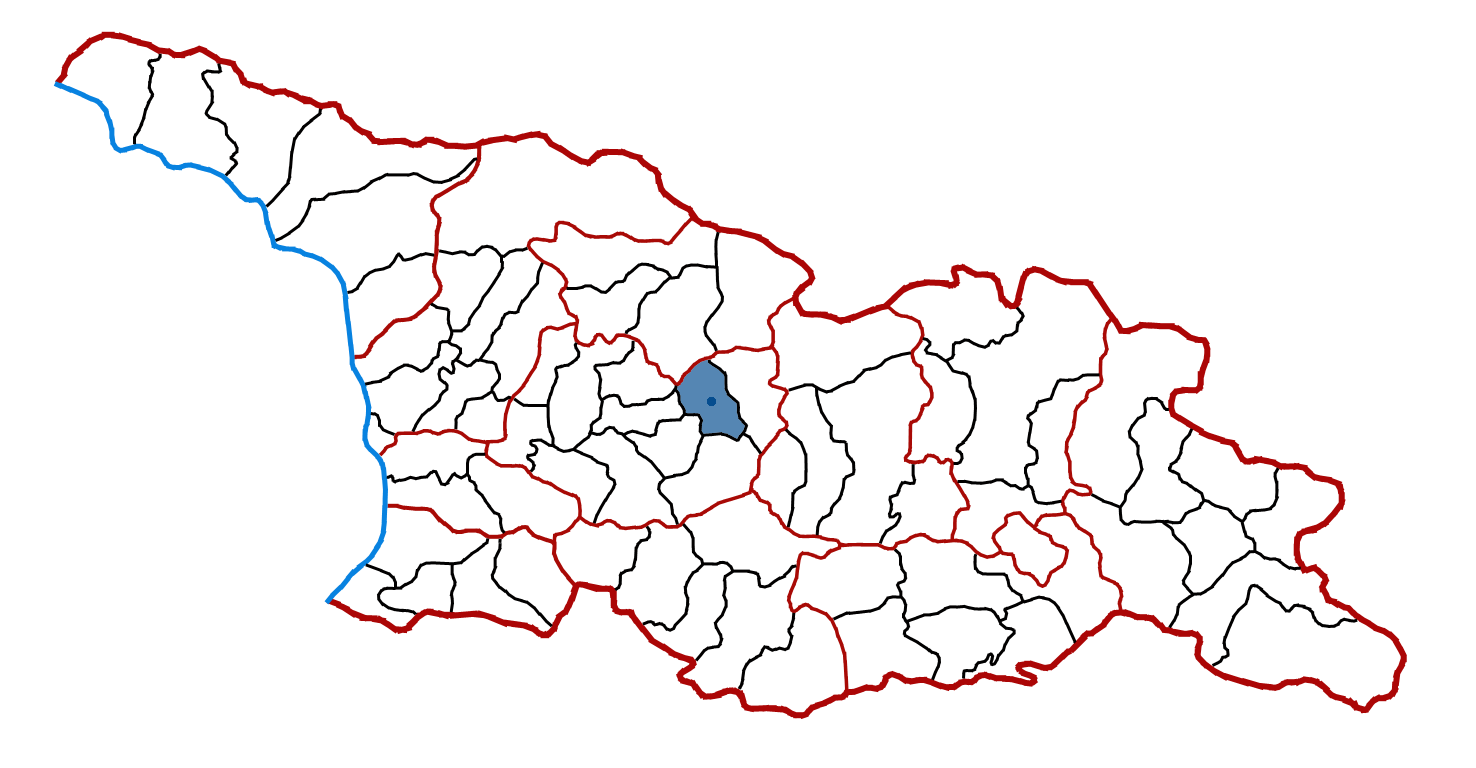

## Sources
- (en) Cet article est partiellement ou en totalité issu de l’article de Wikipédia en anglais intitulé « Chiatura » (voir la liste des auteurs).